# Abraracourcix
Abraracourcix è un personaggio immaginario presente all'interno della serie a fumetti Asterix, della coppia René Goscinny e Albert Uderzo.
È il capo del villaggio di Asterix, e guida instancabilmente i suoi Galli nella resistenza ai Romani, con l'aiuto della pozione magica del druido Panoramix che dona a chi la beve una forza sovrumana. È un comandante amichevole e benvoluto dai suoi uomini, spesso abbastanza saggio (e sufficientemente accorto) da ascoltare i consigli del più oculato Panoramix sebbene talvolta cada preda di accessi d'ira, soprattutto quando viene ferito nel suo suscettibile orgoglio.
Pur essendo un personaggio secondario, Abraracourcix è senza dubbio uno dei più rilevanti fra i membri del villaggio, alle spalle di Asterix, Obelix e Panoramix. Appare in tutti gli episodi della serie, a partire dal primo, Asterix il gallico, e in alcuni di essi gioca un ruolo chiave: in particolare prende parte attiva alla trama delle storie Asterix e il duello dei capi, Asterix e lo scudo degli Arverni, Asterix e il regalo di Cesare e Asterix e i Belgi.

## Il personaggio

### Origine del nome
Il suo nome deriva dall'espressione francese à bras raccourcis, frase idiomatica che significa "con tutte le forze" o "con violenza": letteralmente sarebbe "a braccia ripiegate", per indicare la posizione di guardia del pugile che si prepara alla lotta.

### Caratteristiche
Dal punto di vista fisico, Abraracourcix viene disegnato come un uomo piuttosto sovrappeso, di media statura, con lunghi capelli rossi che porta legati in due vistose trecce e baffi spioventi ugualmente rossi. Come molti personaggi dei fumetti veste quasi sempre gli stessi abiti: una casacca verde e pantaloni blu a righe nere verticali; nelle occasioni importanti indossa anche un mantello rosso. In testa calza un elmo di foggia celtica con due corte ali laterali, ed è solito cingere in vita una lunga spatha che sfodera ogni volta che si pone alla testa dei suoi uomini guidandoli all'assalto; al pari degli altri personaggi, tuttavia, in battaglia preferisce usare pugni e sganassoni piuttosto che le armi.
Più anziano della maggior parte dei suoi guerrieri, anche se ancora in forze, da giovane è stato un valoroso combattente che ha preso parte alla battaglia di Gergovia, come è solito raccontare, ed alla battaglia di Alesia, sebbene invece di questa non ami ricordare. Come tutti i Galli del fumetto è estremamente coraggioso e non ha paura che di una cosa: che il cielo gli cada sulla testa. Tuttavia egli stesso è solito esorcizzare questo timore pronunciando la famosa frase: "Che cada è certo, ma di sicuro non domani".
Dal punto di vista caratteriale, Abraracourcix condivide molte delle caratteristiche dei suoi uomini, essendo un gaudente compagnone, amante dei festeggiamenti e del cibo, ma allo stesso tempo un orgoglioso e cocciuto guerriero, testardo e pronto alla zuffa per difendere il proprio onore. Mostra spesso di essere molto orgoglioso del suo ruolo di responsabilità, e talvolta assume atteggiamenti pomposi; è solito lanciarsi in lunghi e ampollosi discorsi che però, con suo grande scorno, di norma non vengono minimamente ascoltati dai suoi uomini.
Nella maggior parte delle storie si mostra saggio e paterno, dispensando consigli e affidando importanti missioni ai suoi, primi fra tutti Obelix e Asterix, che il capo considera il suo guerriero migliore. Talvolta però il suo estremo orgoglio e la sua notevole suscettibilità lo portano a cadere preda di una rabbiosa foga che genera decisioni discutibili: è il caso di quanto avviene ad esempio in Asterix e i Belgi, in Asterix e la zizzania o in Asterix e gli allori di Cesare. In definitiva risulta essere molto meno assennato di Panoramix, che è invece la vera mente saggia del villaggio, o dell'astuto e logico Asterix.

### Rapporti familiari
Abraracourcix è sposato con una donna dal forte temperamento di nome Beniamina (Bonemine); questa fa la sua prima apparizione in Asterix e il duello dei capi, anche se con un disegno ancora solo abbozzato, e viene chiamata per nome per la prima volta assumendo le definitive caratteristiche fisiche e caratteriali in Asterix e lo scudo degli Arverni. Il rapporto fra Abraracourcix e sua moglie è a dir poco conflittuale: assai poco impressionata dal suo ruolo di prestigio all'interno del villaggio, questa in casa lo comanda a bacchetta ed è solita costringerlo ad occuparsi delle più svariate commissioni, prima fra tutte fare la spesa quotidiana, sorda alle sue proteste. Nonostante gli screzi tra i due in realtà si amano molto e non mancano le occasioni in cui si comportano con smielato affetto. Beniamina ed Abraracourcix non hanno figli, ma nell'albo Il compleanno di Asterix & Obelix - L'albo d'oro viene rivelato che in futuro diventeranno genitori di un bel giovane, molto somigliante al padre.
Nel film Le dodici fatiche di Asterix, quando la voce narrante descrive il villaggio, comincia dalla casa di Abraracourcix, appellandolo come il "capo incontestato del villaggio", per poi essere prontamente smentito quando dalla casa esce Beniamina, sopra allo scudo  al posto del marito, a cui lascia l'incarico di mettere a posto in casa.
Abraracourcix intrattiene pessimi rapporti anche con il cognato, Omeopatix (Homéopatix), per il quale la moglie stravede; questi fa la sua unica comparsa in Asterix e gli allori di Cesare, pur venendo spesso nominato durante le liti coniugali, ed è un grasso e borioso Celta che vive a Lutezia. Commerciante estremamente ricco, non perde occasione per denigrare lo stile di vita provinciale del cognato e la sua mancanza di successo negli affari, mettendone in dubbio i meriti come guerriero.
Infine, Abraracourcix ha un fratello, Oceanonix (Océanonix) anch'egli residente a Lutetia. Nell'episodio Asterix e i Normanni questi invia al capo suo figlio, Menabotte, un giovane ribelle e piuttosto viziato dalla comoda e goduriosa vita nella capitale, con la raccomandazione di farne un guerriero e un vero uomo.

### Abraracourcix e il suo scudo
Una delle caratterizzazioni più salienti del personaggio è quella di viaggiare sempre a bordo di uno scudo portato a spalla da due guerrieri, secondo una (presunta) tradizione celtica. Il suo scarso senso dell'equilibrio e una notevole dose di sfortuna, unita al bisogno del capo di restare sullo scudo anche in situazioni in cui ciò non può accadere, generano però cadute quasi quotidiane che inevitabilmente feriscono la sua autostima, e che è solito commentare con frasi del tipo "mi sento proprio a terra!" o simili. Nelle prime storie i due portatori dello scudo cambiavano in continuazione; all'inizio di Asterix e gli Elvezi assegna il compito ad Asterix e Obelix, con risultati esilaranti data la notevole differenza di altezza fra i due. A partire dalla storia Asterix e il regalo di Cesare i portatori saranno sempre gli stessi: due guerrieri piuttosto insofferenti del loro compito i cui nomi non vengono mai menzionati.
In Asterix e lo scudo degli Arverni si scopre come lo scudo su cui il capo è solito viaggiare sia appartenuto in passato al grande condottiero Vercingetorige: deposto da questi ai piedi (anzi, sui piedi) di Cesare all'indomani della sconfitta di Alesia, la preziosa arma passò di mano in mano fino a giungere al giovane Abraracourcix, a cui venne ceduta dall'oste arverno Alambix. A partire da questa storia il capo viaggerà sempre su di esso: un largo scudo azzurro ornato da un altorilievo a forma di stella.

## Apparizioni notevoli
Presente in tutti gli albi della serie, a partire dal primo, in alcune avventure Abraracourcix assume un ruolo di rilievo prendendo parte attiva alla trama. In Asterix e il duello dei capi viene chiamato in prima persona ad affrontare il capo "collaborazionista" Elpiubelgalix, che lo sfida a duello per il controllo del villaggio secondo una (anche qui presunta) tradizione gallica. Costretto a combattere senza l'ausilio della pozione magica, a causa di un incidente occorso a Panoramix, il capo si prepara facendosi allenare da Asterix e riesce infine, dopo un sofferto scontro, a sconfiggere il suo nerboruto avversario.
In Asterix e lo scudo degli Arverni è costretto a ricoverarsi in un bagno termale nel paese degli Arverni (grosso modo la moderna Alvernia) a causa di un doloroso mal di fegato dovuto ai troppi banchetti.Riappare nel finale della storia, incredibilmente dimagrito dal trattamento, rivelando di essere il possessore del leggendario scudo di Vercingetorige, e viene portato in trionfo da Asterix e Obelix per le strade di Gergovia.
In Asterix alle Olimpiadi partecipa alla spedizione olimpica in Grecia assieme a tutti i membri del villaggio, durante la quale si caratterizza per il tifo smodato. In Asterix e gli allori di Cesare, esacerbato dal borioso cognato, si offre di fargli assaggiare un piatto come lui, pur con tutti i suoi soldi, non potrà mai gustarne: un ragù condito con gli allori della corona di Giulio Cesare. Spedisce così Obelix e un poco convinto Asterix a Roma, in cerca del prezioso oggetto.
In Asterix e l'indovino si mostra estremamente superstizioso, e viene plagiato da un indovino dagli scarsi scrupoli come tutti i membri del villaggio, a eccezione di Asterix e dell'assente Panoramix. In Asterix e il regalo di Cesare deve vedersela con l'oste Ortopedix, che tenta (più o meno volente) di scippargli la leadership del villaggio. Per fronteggiarlo indirà dei veri e propri comizi elettorali, ma alla fine davanti alla minaccia romana i due si riappacificheranno.
In Asterix e i Belgi monta su tutte le furie quando scopre che Cesare ha definito i Belgi il popolo più valoroso di Gallia; sebbene gli altri membri del villaggio non diano peso alla cosa decide di partire per il Belgio per costringere il condottiero a ricredersi ("…e gli dimostrerò che il popolo più valoroso della Gallia sono io!"). Alla fine, anche grazie all'aiuto di Asterix e Obelix, la lite si ricompone.

## Altri media

Abracourcix in versione animata.

Abraracourcix è presente nei numerosi lungometraggi a cartoni animati tratti dalla serie. Appare inoltre in due dei tre film con attori in carne e ossa che hanno per protagonista Asterix: Asterix & Obelix contro Cesare, in cui ha il volto dell'attore Michel Galabru, e Asterix alle Olimpiadi, in cui è interpretato invece da Eric Thomas.

## In altre lingue
Abraracourcix mantiene il suo nome originale francese nell'edizione italiana dei fumetti di Asterix, pubblicata da Mondadori. Tuttavia, negli adattamenti conseguenti alle traduzioni della serie nelle varie lingue in cui questa è edita il suo nome è stato spesso adattato o modificato:
- Vitalstatistix in inglese (Gran Bretagna)
- Macroeconomix in inglese (Stati Uniti)
- Alabodix in finlandese
- Moŝtiks in esperanto
- Majestix in tedesco
- Abraracurcix in spagnolo e portoghese
- Maiestix in latino
- Fasempascrèdix in occitano
- Groultoudix in piccardo
- Gälwitwix in alsaziano
- Toptoriks in turco
- मुखिया मोटुमालिक्स (Mukhiya Motumallix) in hindi
- Bishalakritix in bengali
- לוחמאמיקס (lokhem-amix) in ebraico
- Дрматорикс (Drmatorix) in serbo